# 2009 v dopravě
Tento článek obsahuje seznam událostí souvisejících s dopravou, které proběhly roku 2009.

## Leden
- 7. ledna

 Cestujícím v Písku začala sloužit nová železniční zastávka Písek-Dobešice. Zastávka leží na trati 200.
- 18. ledna

 Byl zahájen elektrický provoz na železniční trati 199 v úseku České Budějovice – Nové Hrady.
- 23. ledna

 9. ministrem dopravy České republiky byl jmenován Petr Bendl.
- 30. ledna

  Společnost DB Schenker ze skupiny Deutsche Bahn oznámila, že uzavřela smlouvu o nákupu polské železniční společnosti PCC Rail.

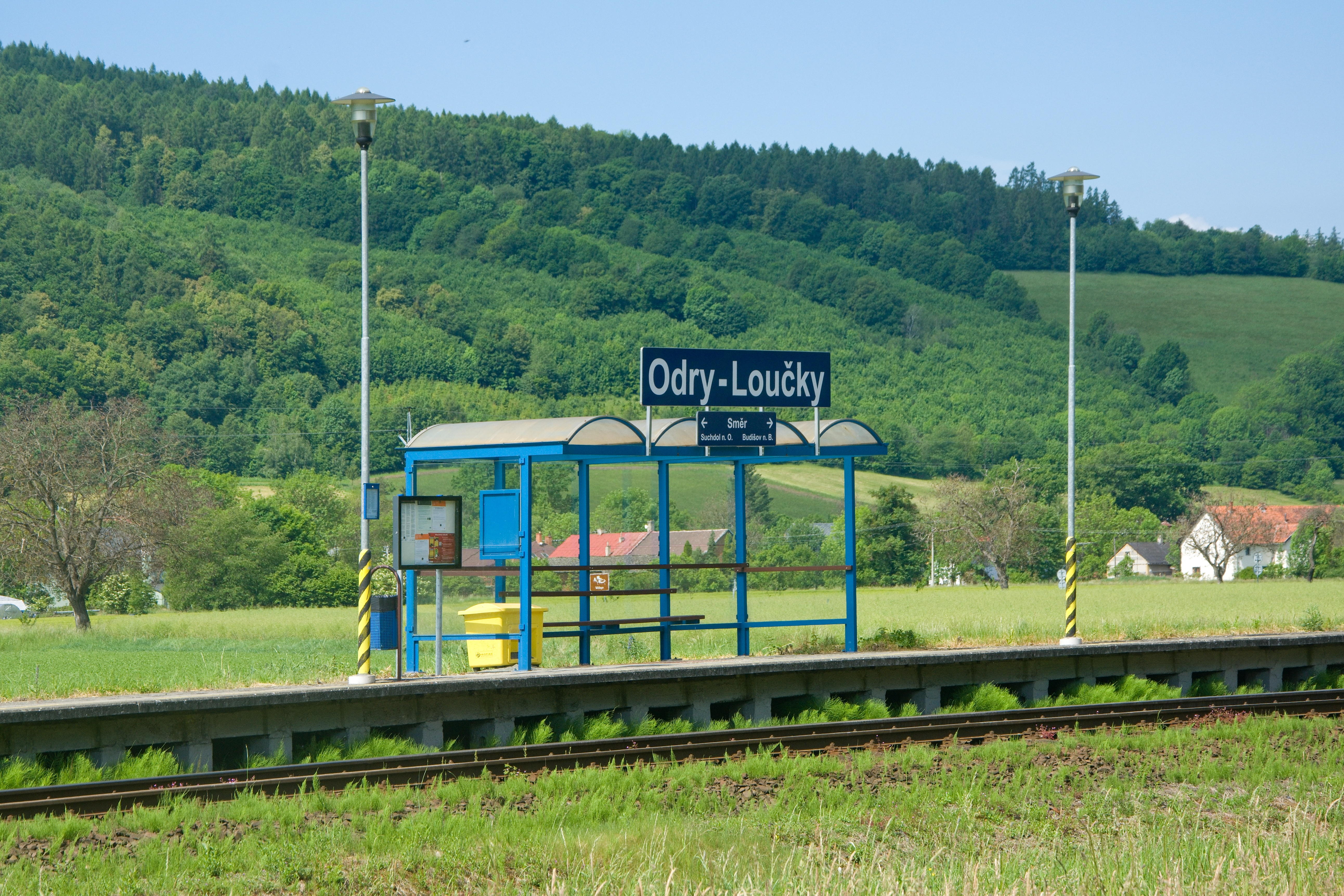

## Únor
- 15. února

 V Moravskoslezském kraji na železniční trati 276 ze Suchdola nad Odrou do Budišova nad Budišovkou došlo k otevření hned dvou nových zastávek – Odry-Loučky a Jakubčovice nad Odrou.

## Duben
- 30. dubna

 Došlo k úřednímu zrušení železniční trati Kyjov – Mutěnice. Provoz pravidelných osobních vlaků zde byl ukončen k 10. prosinc 2004, nákladní doprava ještě dříve.

## Květen
- 8. května

 10. ministrem dopravy České republiky byl jmenován Gustáv Slamečka.
- 25. května

 V Brandýse nad Labem byla do provozu uvedena nová železniční zastávka Brandýs nad Labem-Zápská, ležící na trati 074. Slavnostního otevření se zastávka dočkala 4. června.

## Červen
- 14. června

 Na železniční trati 040 z Chlumce nad Cidlinou do Trutnova byla otevřena nová železniční zastávka Trutnov-Volanov.
- 16. června

 V Ostravě byl zahájen třídenní mezinárodní veletrh drážní techniky, výrobků a služeb pro potřeby železniční a městské kolejové dopravy Czech Raildays. Šlo o jubilejní desátý ročník.
- 30. června

 V pražském metru byl ukončen provoz souprav 81-71 z produkce vagonky v Mytišči.

## Červenec
- červenec 2009

  Vysokorychlostní vlaky AVE, zprovozněné na trati Madrid – Barcelona v roce 2008, poprvé porazily v počtu přepravených cestujících leteckou dopravu. V červenci cestovalo na této trase 251 754 osob vlakem a 246 654 letadlem.
- 1. července

 V Libereckém kraji byl plně spuštěn integrovaný dopravní systém IDOL.
- 23. července

 Byl zahájen provoz prvního trolejbusu typu Škoda 26Tr. Jeho prvním provozovatelem se stal Dopravní podnik města Jihlavy.

## Listopad
- 2. listopadu

 Autobusový dopravce Student Agency začal provozovat dálkovou dopravu na lince z Prahy do Hradce Králové.
- 11. listopadu

 Do Znojma přijel první vlak vedený elektrickým hnacím vozidlem. Pro nově elektrizovaný úsek Šatov – Znojmo byl zvolen napájecí systém 15 kV, 16,7 Hz AC.
- 26. listopadu

 Po železniční trati Zábřeh na Moravě – Šumperk projel první vlak v elektrické trakci.

## Prosinec
- 9. prosince

 Po železniční trati Lysá nad Labem – Milovice projel první vlak v elektrické trakci. O den později proběhlo slavnostní zahájení elektrického provozu na této trati.
- 13. prosince

 Začal platit nový jízdní řád veřejné dopravy.
 Cestujícím začaly sloužit nové železniční zastávky. Jde o zastávku Krásný Jez zastávka na trati 149 a Znojmo-Nový Šaldorf na trati 248.